# Chasmacephala furtiva
Chasmacephala furtiva är en insektsart som beskrevs av Ronald Gordon Fennah 1945. Chasmacephala furtiva ingår i släktet Chasmacephala och familjen Tropiduchidae. Inga underarter finns listade i Catalogue of Life.